# Jakob Kabrun
Jakob Kabrun (ur. 9 stycznia 1759 w Gdańsku, zm. 24 października 1814 tamże) – kupiec gdański, dyplomata Saksonii i Księstwa Warszawskiego.

## Życiorys
Urodził się jako syn Jakoba Kabruna, właściciela rafinerii cukru trzcinowego, eksportera zboża i drewna. Po upadku firmy ojca młody Jakob podjął w 1780 pracę w William Josua und James Kenworthy, angielskiej firmie działającej w Gdańsku, a zajmującej się hurtowym handlem zbożem. Z jej ramienia w latach 1785–1786 podróżował w interesach do Holandii i Anglii. W 1790 został wspólnikiem firmy, a w 1800 jej jedynym właścicielem. W 1803 sprowadził z Niemiec i zatrudnił tkaczy adamaszku. Właściciel statków handlowych „Britannia” (poj. 330 łasztów) i „Caledonia” (poj. 320 łasztów). Jego kontakty handlowe sięgały Buenos Aires. Dzięki intratnym operacjom handlowym stał się jednym z najzamożniejszych gdańszczan. Mieszkał w kamienicy przy ulicy Długiej 9 i posiadał rezydencję w Młyniskach. Był właścicielem kolekcji obrazów i sztychów głównie z XVII i XVIII wieku. W 1799 zainicjował i częściowo sfinansował powstanie nowego budynku Teatru Miejskiego. Był członkiem delegacji gdańskiego kupiectwa biorącej udział w negocjacjach z Napoleonem Bonaparte (1 czerwca 1807). Pełnił funkcję rezydenta Saksonii i Księstwa Warszawskiego w Gdańsku (1809-1810). W czasie oblężenia Gdańska w 1813 przebywał w Elblągu. Poniósł straty materialne w związku z pożarem spichrzy wywołanym przez ostrzał Gdańska przez wojska rosyjskie oraz blokadą kontynentalną, która wstrzymała eksport zboża do Anglii.

## Rodzina
Rodzina Jakoba Kabruna pochodziła od szkockiej rodziny Cockburnów, od końca XVI wieku osiadłej w Gdańsku. Jakob był dwukrotnie żonaty, jego małżonkami były:
1. Maria von Almonde – lata 1791–1794
2. Henrietta Lawinia Wagenfeldt – lata 1798–1803

Obydwie małżonki urodziły po dwoje dzieci, żadne jednak nie przeżyło. Jakob Kabrun miał naturalnych synów Carla i Augusta, którzy otrzymali nazwisko ojca. Otrzymali oni także zabezpieczenie materialne, mieszkali i działali poza Gdańskiem.
Jakob Kabrun zmarł w swojej podmiejskiej posiadłości i został pochowany 31 października 1814 na (obecnie nieistniejącym) cmentarzu kościoła Zbawiciela (Salvator) na gdańskim Zaroślaku.
Jest patronem dzwonu gis2 carillonu Ratusza Głównego Miasta w Gdańsku.

## Kolekcja
Osobistą pasją Jakoba było kolekcjonerstwo dzieł sztuki i książek. W skład kolekcji wchodziły prace takich twórców jak:
- Cornelis Bloemaert
- Abraham Blooteling
- Daniel Chodowiecki
- Paul Pontius
- Rembrandt
- Aegidius Sadeler
- Lucas Vorsterman

Swoje zbiory ofiarował w całości Gdańskowi. Według inwentarza z 1856 było to m.in. 349 obrazów, 1950 akwarel i rysunków, 10 883 miedzioryty, które to stanowiły podstawową część zbiorów Muzeum Miejskiego w Gdańsku otwartego w 1873. Książki i mapy ze zbiorów Kabruna wzbogaciły zaś Bibliotekę Gdańską. Ponadto ofiarował miastu 100 000 talarów (w obligacjach I Wolnego Miasta Gdańska), na utworzenie i utrzymanie Akademii Handlowej.